# Knyki
Knyki – wieś w Polsce położona w województwie zachodniopomorskim, w powiecie szczecineckim, w gminie Barwice.
Według danych z 1 stycznia 2011 roku wieś liczyła 461 mieszkańców. 
Przez wieś płynie struga Chwalimka. 